# Burg Vorst

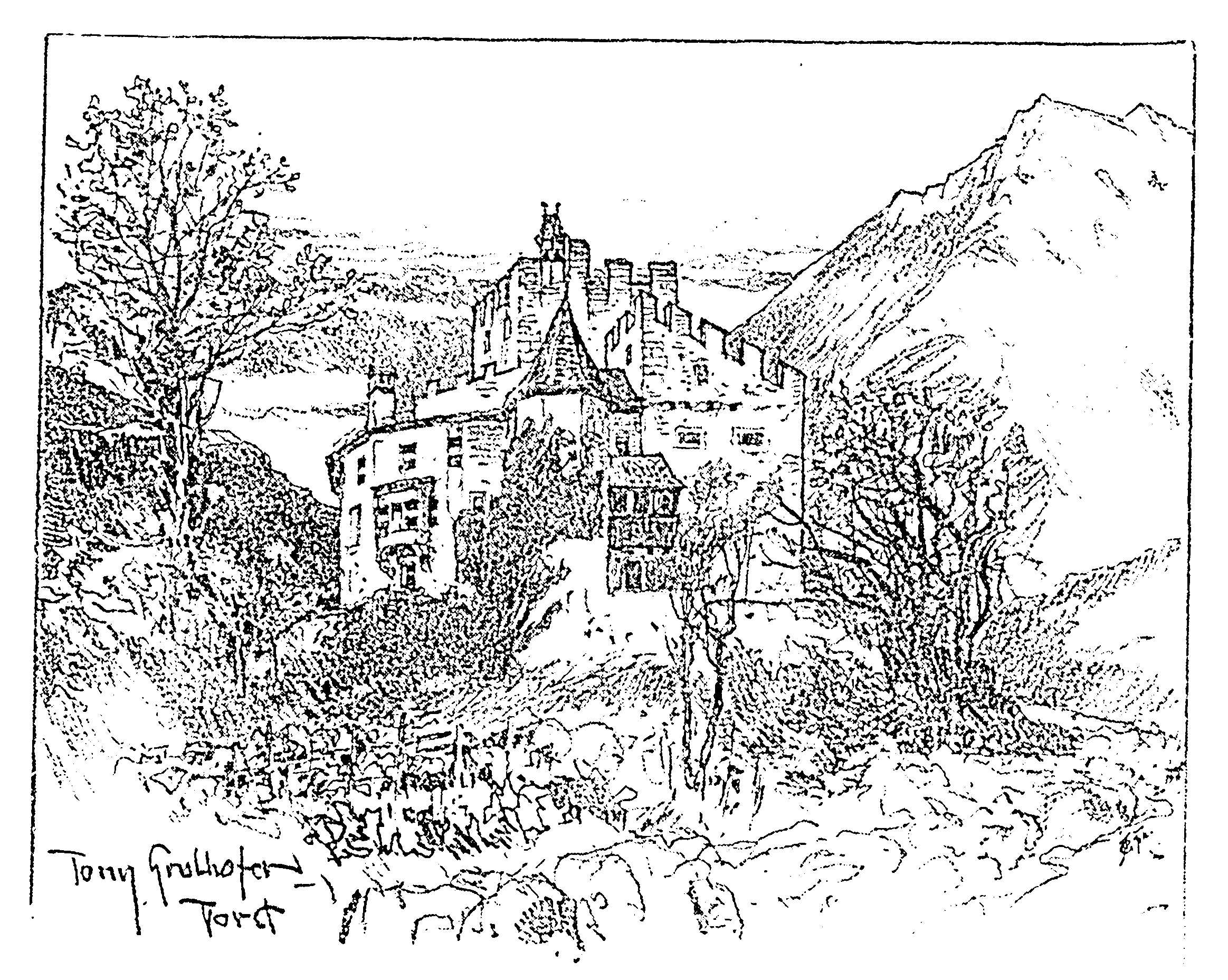
Tony Grubhofer: Vorst (1899)

Die Burg Vorst, auch Schloss Vorst oder Forst genannt, ist eine Höhenburg auf einem kleinen 350 Meter hohen Felsenhügel am rechten Etschufer im Ortsteil Forst der Gemeinde Algund in Südtirol.

## Geschichte
Die Burg wurde im späten 13. Jahrhundert errichtet. Um 1302 stand sie unter Verwaltung des Ulrich von Vorst, eines Tirolischen Ministerialen. Nach dessen Tod erhielt sie 1311 Albert von Camian zum Lehen, der sich ebenfalls danach von Vorst nannte und mit einer Floridiana von Schlandersberg verheiratet war. Zusammen mit seiner Frau stiftete er einen Altar inkl. Benefizium in der Kirche St. Nikolaus von Meran. Dem Wappen nach standen die Vorst in einer verwandtschaftlichen Beziehung zu den Grafen von Eschenlohe. In älteren Quellen erscheint Albert, wie Heinrich von Eschenloch, Graf von Ulten, als natürlicher Sohn des Tiroler Landesfürsten Meinhard II. Die Witwe von Albert, Floridiana heiratete 1338 Wilhelm von Enn. 1353 folgte Rudolf von Enns. 1395 erhielt das Lehen Sigismund von Starkenberg und dessen Frau Osanna von Enns. Demzufolge kam die Burg in den Besitz der Herren von Starkenberg. Diese gehörten dem Elefantenbund an; als dieser durch Herzog Friedrich IV. unterworfen wurde, wurde ihnen Burg Vorst enteignet. 1470 besaßen Vorst Burghard von Brandis und 1497 Wolfhard Fuchs von Fuchsberg, nach dem die Burg auch zeitweise "Neufuchsberg" genannt wurde. 1519 veräußerte Hildebrand Fuchs die Burg wiederum an die Brandis. 1814 löste Joseph Graf von Brandis das Lehen auf und wandelte es in ein bodenzinspflichtiges Eigengut um. Die Brandis blieben bis 1860 im Eigentum von Burg Vorst. Heute gehört das Schloss der Familie Fuchs, in deren Besitz sich auch die nahe gelegene Brauerei Forst befindet. Schloss Vorst kann nicht besichtigt werden. Burg Vorst steht seit dem 11. November 1951 unter Denkmalschutz. 

## Beschreibung und Kapelle
Die Burg besteht aus einem Bergfried, einem Wohntrakt und einer Kapelle. Die Gebäudeteile gruppieren sich um einen malerischen Innenhof. Die den Aposteln Peter und Paul gewidmete Schlosskapelle besitzt einen polygonalen Chorschluss mit gotischen Netzgratgewölbe. Früher wurden in dem Gotteshaus jährlich vier gestiftete Quatember-Messen sowie eine Stiftmesse am Vorabend des Gedenktages Peter und Paul gelesen.